# Poezibao
 (novembre 2020).
Si vous disposez d'ouvrages ou d'articles de référence ou si vous connaissez des sites web de qualité traitant du thème abordé ici, merci de compléter l'article en donnant les références utiles à sa vérifiabilité et en les liant à la section « Notes et références ».
Poezibao (mot-valise né de la fusion de poésie et de dazibao) est un site Internet d'actualités poétiques et de poésie créé fin novembre 2004 par la journaliste Florence Trocmé,.

## Histoire
En novembre 2004, après une première expérience d’un almanach poétique sur le site Zazieweb, la journaliste Florence Trocmé crée le blog Poezibao. Depuis Poezibao a publié plusieurs milliers d’articles en ligne.

## Principe et buts
Poezibao est à la fois : 
- une anthologie permanente avec un extrait de poésie publié chaque jour ;
- un journal permanent de l’actualité de la poésie (événements, parutions, salons, lectures, etc) ;
- un magazine avec des reportages, des rencontres et des fiches de lectures ;
- une revue littéraire ;
- une recension régulière des revues de poésie ;
- une base de données.

« Je ne sais au vrai ce que j’admire le plus de la précision de Florence Trocmé ou de sa disponibilité à l’émotion du poème, à moins que ce ne soit finalement l’alliance de ces deux qualités que l’on veut croire à tort peu conciliables. S’y ajoute une parfaite liberté de jugement, une liberté de jugement qui va du reste étrangement de pair avec le plus grand éclectisme, ce qui est encore à mettre au compte de la rigueur de son auteur », écrit l’écrivain Gabrielle Althen.
En juin 2010, les poètes Alain Marc et Philippe Guénin lancent toutefois une lettre ouverte à Poezibao afin de soulever un problème de censure lié à Internet dont les Lettres françaises rendront compte.